# 羅傑·華汀
罗杰·瓦迪姆（法語：Roger Vadim，1928年1月26日—2000年2月11日），法国电影导演、编剧、制片人，作家、艺术家、演员。其代表作均在视觉上追求华丽，并带有一定情色元素，如《上帝創造女人》（1956年）、《太空英雌巴巴麗娜》（1968年）以及《美雏成行》（1971年）。